# Еремин (Краснодарский край)
Ерёмин — хутор в Тбилисском районе Краснодарского края Российской Федерации.
Входит в состав Нововладимировского сельского поселения.

## География

### Улицы
- Светлая улица.

## Население
| 2002 | 2010 |
| ---- | ---- |
| 229  | ↘175 |

## Образование
В 2005 году по инициативе заместителя директора сельхоз предприятия ЗАО "Заря", казака Кубанского казачьего войска, почетного атамана станицы Ловлинской Кузьменко Александром с участием военного комиссара Тбилисского района Колотева Павла и начальника пожарного надзора Тбилисского района Шеховцова Николая при поддержки педагогического коллектива школы, администрации Нововладимировской и управления образования района в хуторе в местной школе ООШ № 11  были созданы шесть казачьих классов, два класса военно-патриотического воспитания и один класс "Юный спасатель" (газета Тбилисского района "Прикубанские огни" 14 января 2006 №3, №23 от 2 марта 2006, № 150 от. 15.12.2005).